# Samir Guesmi
Samir Guesmi (Parigi, 7 ottobre 1967) è un regista e attore francese.

## Biografia
Attore di cinema e teatro. Per il cinema, ha recitato in numerosi film, tra i quali Bancs publics di Bruno Podalydès, Andalucia di Alain Gomis, Leur morale... et la nôtre di Florence Quentin, Selon Charlie di Nicole Garcia. C'est dimanche! è il suo esordio alla regia.

## Filmografia

### Attore

#### Cinema
- Notti selvagge (Les Nuits fauves), regia di Cyril Collard (1992)
- Les soeurs Soleil, regia di Jeannot Szwarc (1997)
- Banlieue 13, regia di Pierre Morel (2004)
- Anthony Zimmer, regia di Jérôme Salle (2005)
- Non dirlo a nessuno (Ne le dis à personne), regia di Guillaume Canet (2006)
- Andalucia, regia di Alain Gomis (2006)
- Le Mozart des pickpockets, regia di Philippe Pollet-Villard (2006)
- Musée haut, musée bas, regia di Jean-Michel Ribes (2008)
- Racconto di Natale (Un conte de Noël) regia di Arnaud Desplechin (2008)
- Uomini senza legge (Hors-la-loi), regia di Rachid Bouchareb (2010)
- Il mio migliore incubo! (Mon pire cauchemar), regia di Anne Fontaine (2011)
- La Femme du Vème, regia di Paweł Pawlikowski (2011)
- Quelques jours de répit, regia di Amor Hakkar (2011)
- Ciliegine, regia di Laura Morante (2012)
- Camille redouble, regia di Noémie Lvovsky (2012)
- Comme un avion, regia di Bruno Podalydès (2015)
- The Transporter Legacy, regia di Camille Delamarre (2015)
- L'effetto acquatico - Un colpo di fulmine a prima svista (L'Effet aquatique), regia di Sólveig Anspach (2016)
- I fantasmi d'Ismael (Les Fantômes d'Ismaël), regia di Arnaud Desplechin (2017)
- La Mélodie - Suona sogna vola (La Mélodie), regia di Rachid Hami (2017)
- Tutti i ricordi di Claire (La Dernière Folie de Claire Darling), regia di Julie Bertuccelli (2018)
- Nel nome della terra (Au nom de la terre), regia di Édouard Bergeon (2019)
- Notre dame, regia di Valérie Donzelli (2019)
- Tigri e iene (Tigres et Hyènes), regia di Jérémie Guez (2024)

#### Televisione
- Les Revenants – serie TV, 10 episodi (2012-2015)

### Regista
- C'est dimanche! (2007)
- Ibrahim (2020)

## Doppiatori italiani
- Fabrizio Temperini in Uomini senza legge
- Massimiliano Virgilii ne Il mio migliore incubo!
- Roberto Gammino in Ciliegine, Tigri e iene
- Gaetano Varcasia in Les Revenants (St. 1)
- Simone Mori in Les Revenants (ep 2x06)
- Alberto Bognanni in The Transporter Legacy
- Oreste Baldini ne L'effetto acquatico - Un colpo di fulmine a prima svista
- Pino Pirovano ne La mélodie